# Orchidactylorhiza
Orchidactylorhiza là một chi thực vật có hoa trong họ Lan.